# Kaila roka
Kaila roka är en insektsart som beskrevs av Irena Dworakowska 1981. Kaila roka ingår i släktet Kaila och familjen dvärgstritar.
Artens utbredningsområde är Nigeria. Inga underarter finns listade i Catalogue of Life.